# Nikolaevskij rajon (Oblast' di Ul'janovsk)
Il Nikolaevskij rajon (in russo Николаевский район?) è un rajon dell'Oblast' di Ul'janovsk, nella Russia europea, il cui capoluogo è Nikolaevka. Ricopre una superficie di 2.084,27 chilometri quadrati.